# Phoenix loureiroi
Phoenix loureiroi là loài thực vật có hoa thuộc họ Arecaceae. Loài này được Kunth miêu tả khoa học đầu tiên năm 1841.